# 야스다 고이치
야스다 고이치(일본어: 安田 浩一, 1964년 9월 28일 ~ )는 일본의 프리랜서 언론인이자 논픽션 저술가이다. 대표작으로 《거리로 나온 넷우익》이 있다.

## 같이 보기
- 넷 우익
- 재특회
- 사쿠라이 마코토 - 자이니치 특권을 용납하지 않는 시민의 모임
- 야마노 샤린 - 혐한류
- 코바야시 요시노리
- 니시무라 슈헤이
- 리처드 고시미즈(일본어판)